# Gauliga Territoire des Sudètes
Pour un article plus général, voir Gauliga.
La Gauliga Territoire des Sudètes (en Allemand: Gauliga Sudetenland) fut une ligue de football (de Division 1) créée par le NSRL en 1938.
Après la signature des Accords de Munich, en septembre 1938, le régime nazi récupéra le Territoire des Sudètes, une région frontalière entre l’Allemagne et la Tchécoslovaquie, où la population était majoritairement germanophone.
Immédiatement, Hitler et le NSDAP firent de ce territoire une Gau du même nom, la "Gau Sudetenland".
Ayant incorporé des équipes d'origine allemande venant du Protectorat de Bohême-Moravie, créé et contrôlé par les Nazis dès 1939, cette Gauliga vit ensuite partir plusieurs équipes vers la Gauliga Bohême-Moravie créée en 1943.
La Gauliga Territoire des Sudètes fut démantelée en 1945.

## Généralités
Dès la récupération du Territoire des Sudètes par l’Allemagne nazie, la Gauiga du même nom fut créée. Une première compétition fut organisée dès la saison 1938-1939 sous la forme d’un tournoi à élimination directe. Celui-ci regroupa les quatre champions régionaux, les Bezirksmeisters. À l’issue de tournois, le club désigné champion de la Gauliga Territoire des Sudètes participa à la phase finale du championnat national. 
Tout au long de son existence, cette ligue n’aligna que des équipes ayant des origines ethniques allemandes. Lors de la toute première saison ( 1938-1939), les clubs conservèrent leur appellations d’origine. Mais ensuite toutes les équipes furent dénommées des NTSG pour Nationalsozialistische Turnergemeinde (en Français: Association gymnique nationale socialiste). Plus encore que dans les autres régions d’Allemagne, tous les clubs furent placés sous le contrôle direct des Nazis. Les seules équipes de cette ligue qui échappèrent à ce système furent les équipes militaires.

La partition de la Tchécoslovaquie à partir de 1938-1939

En mars 1939, Les Nazis s’accaparèrent le reste du territoire tchécoslovaque. Le 14 juin 1939, une République slovaque se proclama indépendante, avec la complicité de l’Allemagne nazie, dont elle devint un État satellite puis le 15 juin, Hitler établit le Protectorat de Bohême-Moravie, placé sous contrôle nazi.
À partir de ce moment, seuls les clubs allemands (ou aux origines ethniques allemandes) participèrent aux compétitions de la Gauliga Territoires des Sudètes. Ces clubs étaient en majorité localisé à Prague ou dans sa région. Les clubs tchèques durent composer entre eux un championnat distinct..
Lors de la saison 1939-1940, la ligue débuta avec onze clubs répartis en deux groupes. Les deux vainqueurs de groupe disputèrent une finale en un seul match pour désigner le champion. La saison suivante, la ligue fut réduite à sept équipes. Mais cette compétition fut fortement raccourcie en raison du nombre de clubs qui arrêtèrent leurs activités. 
En 1941-1942, la Gauliga Territoires des Sudètes se restructura en une compétition mieux organisée. Cette fois dix-huit équipes furent alignées et réparties en trois séries de six. Les trois vainqueurs de groupe disputèrent un tour final (aller/retour) pour élire le champion.
L’année suivante, la ligue vit à nouveau plusieurs clubs arrêter en cours de saison. On termina avec quinze équipes réparties comme suit: quatre dans le groupe Est, cinq dans celui du Centre et six pour l’Ouest. Le champion fut à nouveau désigné par un tour final à trois
À partir de 1943, les clubs localisés dans le  Protectorat de Bohême-Moravie furent versés dans une nouvelle Gauliga, la  Gauliga Bohême-Moravie.
Pour ce qui fut sa dernière saison la ligue compta treize clubs répartis en deux groupes. Les deux vainqueurs de poule jouèrent une finale aller/retour pour connaître le champion. Tous les clubs ne purent jouer tous les matches prévus au programme.
L’évolution de la guerre empêcha le déroulement de la saison 1944-1945.

## Clubs fondateurs de la Gauliga Territoire des Sudètes
La ligue fut créée en 1939, par 12 clubs répartis en deux divisions:
Groupe I:
- NTSG Graslitz
- NSTG Teplitz-Schönau
- NSTG Eger
- NSTG Brüx
- NSTG Karlsbad
- NSTG Komotau

Groupe II:
- NSTG Gablonz
- NSTG Böhmisch Leipa
- NSTG Aussig
- NSTG Prosetitz
- NSTG Warnsdorf
- NSTG Reichenberg (déclara forfait en cours de saison)

L’abréviation NSTG signifie "Nationalsozialistische Turngemeinde" (en français : Association gymnique nationale socialiste).

## Champions et Vice-champions de la Gauliga Territoire des Sudètes
| Saisons | Champions            | Vice-Champions       |
| 1938-39 | Warnsdorfer FK       | Teplitzer FK         |
| 1939-40 | NSTG Graslitz        | NSTG Gablonz         |
| 1940-41 | NSTG Prag            | Luftwaffen-SV Pilsen |
| 1941-42 | Luftwaffen-SV Olmütz | NSTG Prag            |
| 1942-43 | Militär-SV Brünn     | NSTG Budweis         |
| 1943-44 | NSTG Brüx            | NSTG Prosetitz       |

## Après la reddition de l’Allemagne nazie
Dès la fin du conflit, le Protectorat disparut tout comme la  République slovaque née des manœuvres diplomatiques de 1938. La Tchécoslovaquie retrouva sa souveraineté et son indépendance (mais resta sous le contrôle des Soviétiques pendant les 45 ans qui suivirent). 
La population d’origine allemande fut majoritairement expulsée. Seule une petite minorité resta dans ce qui est de nos jours la République tchèque.
Du point de vue du football, tous les clubs d’origine ethnique allemande furent dissous et disparurent. La compétition tchécoslovaque reprit ses droits, avec le plus souvent, une domination des clubs tchèques par rapport aux équipes slovaques.

## Sources et liens externes
- The Gauligas Das Deutsche Fussball Archiv
- Germany - Championnats allemands 1902-1945 at RSSSF.com
- Where's My Country? Article en Anglais sur les mouvements transfrontaliers des clubs de football, at RSSSF.com
- RSSSF.com - Tchécoslovaquie / République tchèque - Liste des Classements